# Kim Vilfort
Kim Vilfort (Koppenhága, 1962. november 15. –) Európa-bajnok dán válogatott labdarúgó.

## Pályafutása

### Klubcsapatban
Koppenhága Valby nevű kerületében született. A Skovlunde csapatában kezdett futballozni, ahol többnyire csatárként szerepelt. 1981-ben a BK Frem igazolta le, ahol bemutatkozhatott a dán élvonalban és négy szezonon keresztül erősítette a klubot. Az 1985–86-os idényben a francia Lille együttesében játszott. 1986-ban visszatért Dániába a Brøndbyhez és a hátralévő pályafutását ennél a csapatnál töltötte. 1991-ben az év labdarúgójának választották Dániában. A Brøndbyvel összesen hét bajnoki címet és három kupagyőzelmet szerzett.  

### A válogatottban
1983 és 1996 között 77 alkalommal szerepelt a dán válogatottban és 14 gólt szerzett. Részt vett az 1988-as és az 1996-os Európa-bajnokságon, illetve tagja volt az 1992-es Európa-bajnokságon győztes válogatott keretének is. A Németország elleni döntőben az ő góljával alakult ki a 2–0-ás végeredmény. 

## Sikerei, díjai
Brøndby IF
- Dán bajnok (7): 1987, 1988, 1990, 1991, 1995–96, 1996–97, 1997–98
- Dán kupa (3): 1988–89, 1993–94, 1997–98

Dánia
- Európa-bajnok (1): 1992

Egyéni
- Az év dán labdarúgója (1): 1991